# 改變性取向的嘗試
改變性取向的嘗試（Sexual orientation change efforts，SOCE）是指試圖將同性戀和雙性戀者的性取向改為異性戀的努力，其方法可能包括行為技巧、认知行為技巧、精神分析技术、醫學方法、宗教和精神方法。在世界的部分地區，更有通過性暴力行為（矯正強姦）試圖改變性取向的嘗試。沒有足夠的科學研究證明這些方法可以改變性取向。行為和社會科學以及健康和心理健康行业的长期公司共識是同性戀和雙性戀行為本身就是正常行為。始終未有研究能證明同性戀是疾病或異常行為。

## 法律地位

性向改变属犯罪的国家和地区
医学从业者不允许实施性向改变的国家和地区
性向改变在某些行政区划中属犯罪的国家和地区
禁止性向改变的法律被提出但尚未通过的国家和地区
没有禁止性向改变的国家和地区

在马耳他、法国、德国、阿尔巴尼亚、墨西哥和加拿大等国家，进行性向改变治疗属犯罪。如巴西、厄瓜多尔和台湾等的国家不允许医学从业者进行性向改变治疗。

### 人权状况
2020年，国际酷刑受害者康复委员会的一份官方文档指出性向改变是酷刑的一种。同年，联合国的性取向和性别认同专家维克多·马季高-博柳兹指出，性向改变治疗“带有歧视性，是残暴、不人道、侮辱性的待遇；基于受害者经历的心理与生理痛苦的严重性，它可以被视作是一种酷刑”。他建议在全球禁止性向改变。2021年，伊利亚斯·奇波提斯(Ilias Trispiotis)和克雷格·珀仕豪斯(Craig Purshouse)认为性向改变违反了歐洲人權公約中禁止侮辱性待遇的第三条，导致了禁止性向改变的国家义务。

## 外部連結
- Facts About Changing Sexual Orientation: Dr. Gregory M. Herek （页面存档备份，存于） University of California, Davis